# Budaliera
Budeliere (en francès Budelière) és una comuna (municipi) de França, a la regió de la Nova Aquitània, departament de la Cruesa.
La seva població al cens de 1999 era de 755 habitants. Està integrada a la Communauté de communes d'Évaux-les-Bains et de Chambon-sur-Voueize.

## Demografia
| 1968 | 1975 | 1982 | 1990 | 1999 |
| ---- | ---- | ---- | ---- | ---- |
| 689  | 623  | 715  | 756  | 755  |

## Administració
| Període | Identitat          | Partit |
| ------- | ------------------ | ------ |
| 2001-   | Jacques Constantin |        |